# 聖公會聖匠中學
聖公會聖匠中學（英語：SKH Holy Carpenter Secondary School）是香港聖公會所主辦的一所基督教中學。

## 校政管理

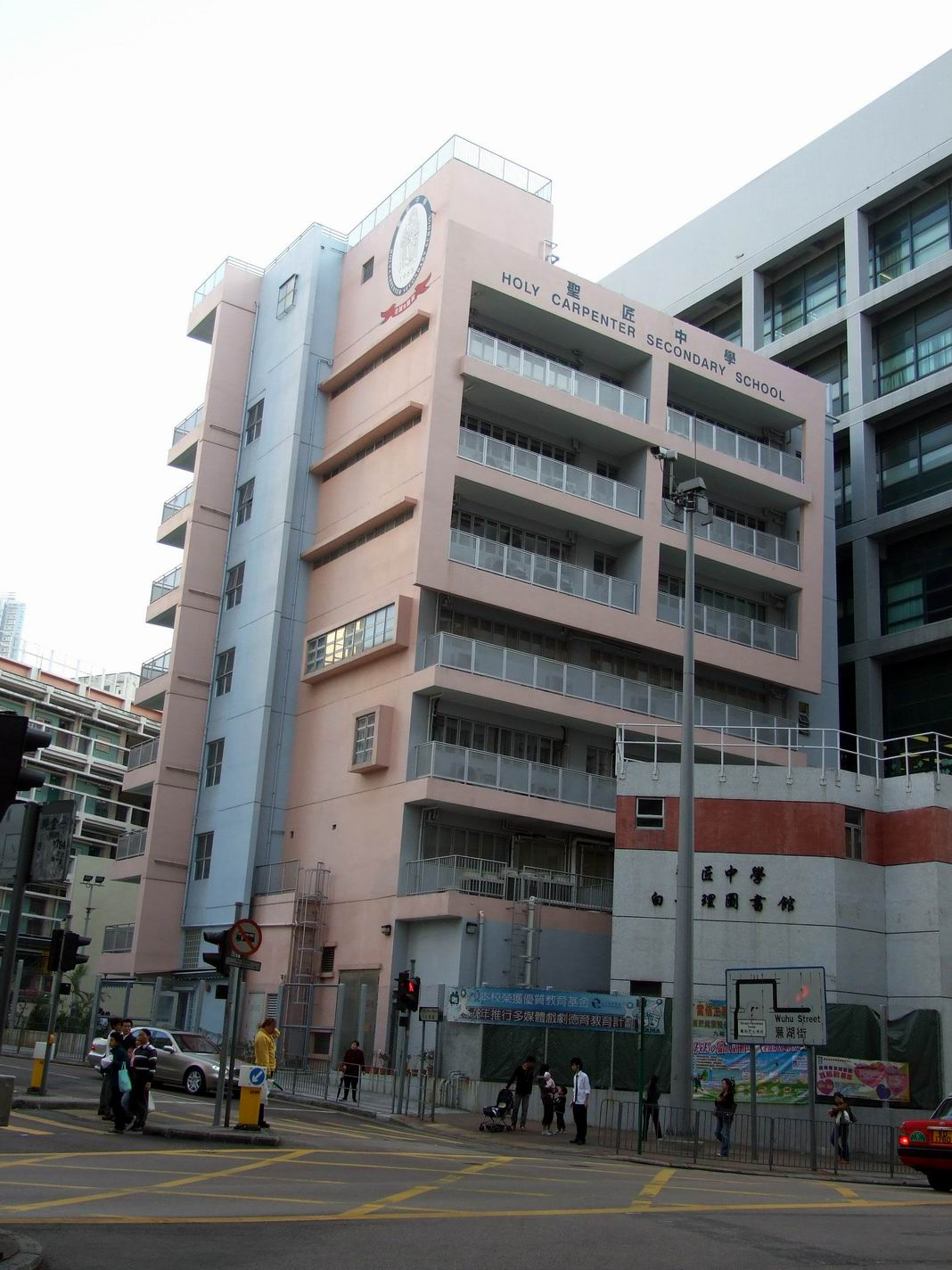
聖公會聖匠中學校舍外觀

### 歷任校監
- 1965年至1971年：葉智 先生[2]
- 1971年至1984年：葉西山 牧師[2]
- 1984年至1987年：梁熾靈 牧師[2]
- 1987年至1991年：盧君灝 牧師[3]
- 1991年至2005年：鄭賀明 牧師[3]
- 2005年至2007年：區志偉 先生[3]
- 2007年至2015年：鄧慶年 牧師[3]
- 2015年至今：張樹萱 牧師[4]

### 歷任校長
- 1965年至1971年：葉西山 牧師[2]
- 1971年至1978年：吳克進 先生[2]
- 1978年至1987年：岑漢傑 先生[3]
- 1987年至1988年：周金華 先生[3]
- 1988年至2000年：區炳威 先生[3]
- 2000年至2007年：徐雅各 先生[5]
- 2007年至2012年：鄒秉恩 先生[6]
- 2012年至今：吳嘉鳳 女士[7]

### 歷任副校長
- 謝子佑 先生[8]
- 黃國平 先生[9]
- 黃志堅 先生[9]

## 校史
香港聖公會聖匠堂的葉西山法政牧師於1965年創辦聖匠職業訓練學校。由聖公會何明華會督、葉智、時任香港賽馬會主席賓臣以及葉西山牧師主持揭幕奉獻禮。在1971年，為了配合當時香港社會發展的需要，學校開辦三年全日制職業先修中學課程，只取錄男生。翌年按教育司署的規範，把英文名稱正名為「Holy Carpenter Prevocational School」但中文校名不變。教育司署於1973年批准學校成為一所政府資助之男子職業先修學校。校舍因應教學需要而由三層增建至五層，全校共有十五班；其中中一至中三級學生約有六百人。學生可以修讀的工業科目有金屬加工、電工、工業繪圖、汽車修理、空氣調節及冷凍。其後在1981年，聖公會聖匠中學獲得教育司署批准開辦高中（中四及中五）會考課程，並於1983年派出中五畢業生首次參加香港中學會考。直至1990年，政府移交該校鄰近的一塊空地，以作準備擴建禮堂、圖書館及操場之用。聖公會聖匠中學當年雖然已開辦會考課程，不過及至1995年才開辦預科（中六及中七）課程；同年再完成校內白普理圖書館、雨天操場及籃球場的擴建工程。
至於校名方面，學校在2003年9月易名為聖匠中學，英文名稱為Holy Carpenter Secondary School。2013年再易名為聖公會聖匠中學，英文名稱為SKH Holy Carpenter Secondary School。學校曾經停收女學生，至2005年恢復招收各級男女生，正式成為一所男女子中學。此前，學校於2004年與香港城市大學專業進修學院協辦第一屆「毅進/中學協作計劃」課程，招收男女生。同年年底，樓高六層的錢明年樓落成啟用，使校舍設施更趨完備。隨著聖匠中學的發展成熟，校方於2001年成立家長教師會。從2013年起至今，學校不斷改善學習環境，包括於初中級英文及數學科按能力採用分組教學、組織跨科專題研習活動等，以提升學習效能。另外，學校致力推行各類型的聯課活動，包括學會活動、制服團隊、班社比賽等，以培育學生的個人自信及領導才，發揮個人潛能。通過參與不同多元化的校外比賽及交流團活動，學生能提升與人溝通和共通能力，擴闊他們的其他學習經歷。
現時聖公會聖匠中學與廣州市南海中學結為姊妹學校。該校第一所結為友好學校的學校是廣州市第四十七中學（2008年起）。2012年12月則與深圳市翠園中學結為友好學校。

## 校舍設備
標準課室22間，全部均設有空調、投影機及電腦教學設備，另有多間特別室，包括電腦室、電腦實驗室、資訊科技研習中心、基本設計室、形象設計室、科技工場、科學實驗室、音樂室、多媒體學習中心、英語角、多媒體製作中心等。此外，學校還有健身室、香草園、學生活動中心、圖書館、學校禮堂、籃球場、攀石牆、文化角及教員室等。

## 重要事件
2017/2018年度，學校於中一至中三級展開了一項革新的「初中全人發展計劃」，引入在德、智、體、群、美、靈六育方面的多元化培訓項目，目標旨在提升學生的自我管理能力和紀律。計劃主要分為兩個部分：(1)核心項目：中一、二級參與一項制服團體或山藝訓練、中三級參與五天外展訓練營；(2)自選項目：每年完成一項康樂體育、技能或服務科活動。
自2017/2018年度，學校參加了「民安隊少年團夥伴學校合作計劃」，目的旨在培養學生自信心、責任感、自律和服務精神；並鼓勵學生參與義務和社區工作。對象為年齡介乎12-16歲的中一及中二級學生，至今已超過一百多名團員。
2017/18年度開始，本校為響應教育局推行「健康校園政策」，逐透過整合校內資源，營造一個健康愉快的學習環境，幫助學生從小養成良好的健康生活習慣、正面的價值觀和積極上進的生活態度，加強他們的正面能量及抗逆力，使他們健康愉快地成長。校方為此推動為期兩年的校本「健康校園計劃」，名為「人生馬拉松」。2019/20年度再進一步申請為期三年的「人生馬拉松2.0」。
2017年12月4日，學校兩名中六畢業生趙勁維及陳榮駿同學完成了香港青年獎勵計劃金章，並在禮賓府由行政長官林鄭月娥女士頒發獎章。
於2015/2016年度至2016/2017年度，為表揚傑出的教學啟導教師在啟迪後進的貢獻，學校參加了香港教育大學的「實習學校優秀教學啟導教師嘉許計劃」，本校歷屆榮獲「教學啟導教師」嘉許計劃頒發嘉許狀名單如下：
- 2016/2017年度：陳泳珠老師、黎智雄老師
- 2015/2016年度：徐彥敏老師、黃國平老師

2014年7月11日，學校黃國平老師榮獲「行政長官卓越教學獎」（體育學習領域），並在政府總部會議廳由行政長官梁振英先生頒發獎座以示表揚。
2013年9月17-19日，學校15位學生聯同其他三間中學，心光盲人院暨學校、聖公會蔡功譜中學、香港聖公會何明華會督中學，參與一項大型音樂劇《震動心弦》的演出。八十名學生接受長達五個月的台前幕後訓練，在葵青劇院展現一次「品格X藝術」之旅。
於2012/2013年度至2016/2017年度，學校獲得「利希慎基金」全額資助推行「中四級領袖培訓計劃」，內容包括兩個項目：(1) 全體學生參與一個為期八日七夜的外展訓練課程；(2) 學生於往後一年內須完成「香港青年獎勵計劃」的銅章。
2011年12月10日，吳嘉鳳校長榮獲第九屆香港海華師鐸獎，由主禮嘉賓“台北經濟文化辦事處”聯絡組杜嘉芬組長頒發師鐸獎獎座及獎狀。評審委員會從67位獲推薦的優秀中小學老師中，挑選10位成為今屆的得獎者。

## 鄰近建築
- 紅磡邨
- 家維邨
- 黃埔站
- 明愛社區書院-紅磡
- 紅磡聖母堂
- 聖公會聖匠堂社區中心
- 紅磡市政大廈

## 著名/傑出校友
- 笑波子（李煒樂）：香港Youtuber[20]
- 楊明：香港男演員[21]
- 陳國強：錦興集團主席
- 黃得生（2005年中五）：香港男演員[註 1]
- 鄭皓文（原名鄭嘉良，1994年中五）：香港退役足球員，現時為理文及香港女子足球隊守門員教練
- 唐嘉麟（KT）：香港饒舌歌手、演員
- 翁智煒（煒仔）：香港自由工作者，男同性戀者，居住頌民樓。
- 潘松光：香港聖公會聖匠堂特選牧區議員[22]
- 馮敏強（1975年畢業）：香港專業教育學院（青衣）工程系高級講師[18]
- 梁英陽（1967年畢業）：前中西區議會議員[23]

## 外部連結
- 聖匠中學地圖